# Aliʻi
El aliʻi era la nobleza tradicional de las islas hawaianas. Formaban parte de una línea hereditaria de gobernantes, el noho aliʻi.
La palabra «aliʻi» tiene un significado similar en el idioma samoano y en otros idiomas polinesios, y en maorí se escribe «ariki».

## Antecedentes
En la antigua sociedad hawaiana, los aliʻi eran nobles hereditarios, una clase social o casta. Los aliʻi consistían en los jefes superiores e inferiores de los distintos niveles de las islas. Los noho aliʻi eran los jefes gobernantes. Se creía que los aliʻi descendían de las deidades. Gobernaban con un poder divino llamado mana, que se derivaba de la energía espiritual de sus antepasados.
Había once clases de aliʻi, tanto de hombres como de mujeres. Entre ellas se encontraban los kahuna (sacerdotisas y curas, expertos, artesanos y fabricantes de canoas) como parte de cuatro profesiones practicadas por la nobleza. Cada isla tenía su propio aliʻi nui, que gobernaba sus sistemas individuales. Aliʻi siguió gobernando las islas hawaianas hasta 1893, cuando la reina Liliʻuokalani fue derrocada por un golpe de Estado respaldado por el gobierno de los Estados Unidos.
Aliʻi nui eran los jefes gobernantes (en hawaiano, nui significa grandioso, grande o supremo.). El título de nui podía ser transmitido por derecho de nacimiento.

## Designaciones sociales denoho aliʻi(línea gobernante)
Samuel M. Kamakau escribió extensamente sobre las líneas de aliʻi nui y kaukau aliʻi y su importancia para la historia de Hawái.
- Aliʻi nui eran los altos jefes supremos de una isla y no había otros por encima de ellos pero durante el período del Reino este título pasaría a significar "Gobernador". Las cuatro islas hawaianas más grandes (Hawái propiamente dicha, Maui, Kauaʻi, y Oʻahu) solían estar gobernadas cada una por su propio aliʻi nui. Molokaʻi también tenía una línea de gobernantes isleños, pero más tarde fue sometida al poder superior de la cercana Maui y Oʻahu durante los siglos XVII y XVIII. "Mōʻī" era un título especial para el jefe más alto de la isla de Maui. Más tarde, el título se usó para todos los gobernantes de las islas hawaianas y los monarcas hawaianos.
- Aliʻi nui kapu eran gobernantes sagrados con tabúes especiales.
- Aliʻi Piʻo eran un rango de jefes que eran producto de uniones de hermanos de sangre incestuosa. Los famosos jefes de Piʻo eran los gemelos reales, Kameeiamoku y Kamanawa.
- Aliʻi Los "Naha" eran un rango de jefes que eran producto de uniones de hermanos mestizos; los famosos jefes Naha incluyen a Keopuolani.
- Aliʻi Los "Wohi" eran un rango de jefes que eran producto del matrimonio de parientes cercanos que no eran hermanos; un jefe Wohi famoso fue Kamehameha I. Estos jefes poseían el kapu wohi, eximiéndolos del kapu moe (tabú de la postración).
- Kaukau aliʻi eran jefes menores que servían al aliʻi nui.[12] Es un término relativo y no un nivel fijo de la nobleza aliʻi. La expresión es elástica en términos de cómo se usa. En general, significa un pariente que nace de un progenitor de menor rango.[13][14] Un kaukau aliʻi hijos propios, si nacen de una madre de menor rango aliʻi, descenderían a un rango inferior. Eventualmente la línea desciende, llevando a makaʻāinana (commoner).[15] Kaukaualiʻi gana rango a través del matrimonio con aliʻi de mayor rango.

Una línea de kaukau aliʻi descendió de Moana Kāne, hijo de Keakealanikane, se convirtió en el segundo aliʻi de los gobernantes de la Kamehameha del reino y fue responsable de varios hana lawelawe (tareas de servicio). Los miembros de esta línea se casaron con los Kamehamehas, incluyendo a Charles Kanaʻina y Kekūanāoʻa]. Algunos llevaban Kāhili, estandartes reales hechos de plumas, y eran ayudantes de los de mayor rango aliʻi. Durante la monarquía algunos de estos jefes fueron elevados a posiciones dentro de los cuerpos políticos primarios de la legislatura hawaiana y del Consejo Privado del rey. Todos los monarcas hawaianos después de Kamehameha III fueron hijos de Kaukaualiʻi, padres que se casaron con esposas de mayor rango.: 112 